# Freya (radar)

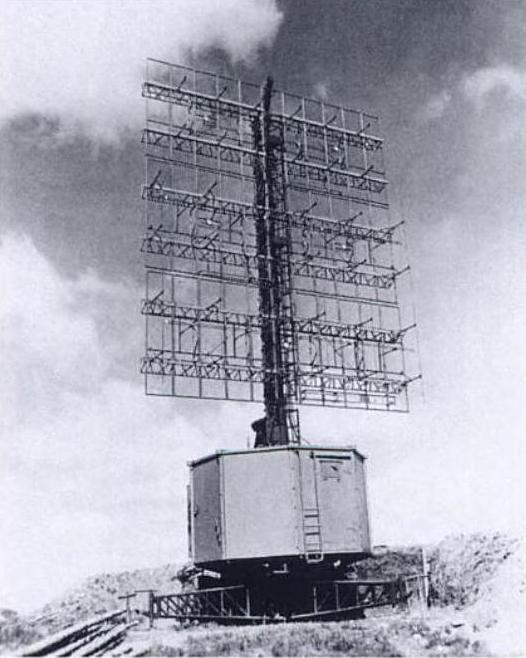
Freya radarstation

Freya is de naam van een Duits radarsysteem dat aan het eind van de jaren '30 werd ontwikkeld en tijdens de Tweede Wereldoorlog werd ingezet. Het was genoemd naar de Germaanse godin Freya.
De eerste tests werden omstreeks 1937 uitgevoerd. In 1938 werd een eerste operationeel systeem geleverd aan de Kriegsmarine. De ontwikkeling ervan kreeg echter een veel lagere prioriteit dan de Britse tegenhanger, Chain Home, tot in de tweede helft van de oorlog.
Het Freya systeem was veel geavanceerder dan Chain Home. Het werkte met een frequentie van 250 MHz, tien keer hoger dan het systeem van de Britten (een golflengte van 1,2 meter tegen 12 meter voor Chain Home). Hierdoor was de resolutie van Freya veel beter dan van Chain Home, terwijl het systeem tevens veel kleiner was en zelfs mobiel werd gemaakt, wat met Chain Home volstrekt onmogelijk was. Het had echter ook nadelen ten opzichte van Chain Home: zo was het bereik minder (slechts ca. 160 kilometer), en was het systeem niet in staat om nauwkeurig hoogtes te bepalen.
Aan het begin van de oorlog had Duitsland slechts acht Freya-eenheden operationeel, wat verre van voldoende was om het gehele Duitse grondgebied te bestrijken. Dit in tegenstelling tot Chain Home, dat vrijwel de gehele Britse kustlijn bestreek.